# Fussballclub Biel/Bienne 2011-2012
Questa voce raccoglie le informazioni riguardanti il Fussballclub Biel/Bienne nelle competizioni ufficiali della stagione 2011-2012.

## Stagione
Nella stagione 2011-2012 il Bienne, allenato da Philippe Perret, concluse il campionato di Challenge League al 10º posto. In Coppa Svizzera il Bienne fu eliminato ai quarti di finale dal Sion.

## Rosa
| N. |                            | Ruolo | Calciatore           |
| -- | -------------------------- | ----- | -------------------- |
| 1  | Svizzera (bandiera)        | P     | Laurent Walthert     |
| 2  | Rep. Dominicana (bandiera) | D     | César Ledesma        |
| 3  | Svizzera (bandiera)        | D     | Agonit Sallaj        |
| 4  | Svizzera (bandiera)        | D     | Sandro Galli         |
| 6  | Svizzera (bandiera)        | D     | Aron Liechti         |
| 7  | Svizzera (bandiera)        | C     | Labinot Sheholli     |
| 7  | Nigeria (bandiera)         | C     | Steven Ukoh          |
| 8  | Svizzera (bandiera)        | C     | Pascal Oppliger      |
| 9  | Svizzera (bandiera)        | A     | Kaua Safari          |
| 10 | Svizzera (bandiera)        | C     | Pietro Di Nardo      |
| 10 | Svizzera (bandiera)        | C     | Charles-André Doudin |
| 11 | Svizzera (bandiera)        | C     | Kastriot Sheholli    |
| 12 | Svizzera (bandiera)        | D     | Fabio De Feo         |

| N. |                     | Ruolo | Calciatore        |
| -- | ------------------- | ----- | ----------------- |
| 15 | Svizzera (bandiera) | C     | Jonathan Akai     |
| 16 | Svizzera (bandiera) | C     | Ramon Egli        |
| 17 | Svizzera (bandiera) | D     | Mehdi Challandes  |
| 18 | Svizzera (bandiera) | P     | Cédric Zimmermann |
| 20 | Svizzera (bandiera) | D     | Rafael Schweizer  |
| 22 | Svizzera (bandiera) | A     | Giuseppe Morello  |
| 23 | Svizzera (bandiera) | C     | Maxime Vuille     |
| 24 | Italia (bandiera)   | C     | Dario Dussin      |
| 25 | Svizzera (bandiera) | A     | Loïc Chatton      |
|    | Kosovo (bandiera)   | C     | Faton Krasniqi    |
|    | Svizzera (bandiera) | C     | Ismail Moubandje  |
|    | Francia (bandiera)  | A     | Nicolas Hélin     |

## Organigramma societario
Area tecnica
- Allenatore: Philippe Perret
- Allenatore in seconda: Robert Lüthi
- Preparatore dei portieri: Peter Scheurer, Pierre Weyermann
- Preparatori atletici:

## Calciomercato

### Sessione estiva
| Acquisti | Acquisti          | Acquisti        | Acquisti |
| R.       | Nome              | da              | Modalità |
| -------- | ----------------- | --------------- | -------- |
| C        | Jonathan Akai     | Ascona          |          |
| A        | Nicolas Hélin     | Malley          |          |
| C        | Pascal Oppliger   | Yverdon         |          |
| A        | Kaua Safari       | Schötz          |          |
| D        | Agonit Sallaj     | Neuchâtel Xamax |          |
| C        | Kastriot Sheholli | Young Boys II   |          |

| Cessioni | Cessioni         | Cessioni        | Cessioni |
| R.       | Nome             | a               | Modalità |
| -------- | ---------------- | --------------- | -------- |
| A        | Lucien Dénervaud | Friburgo        |          |
| A        | Franck Etoundi   | San Gallo       |          |
| D        | Nicolas Kehrli   | Breitenrain     |          |
| A        | Adrian Moser     | Grenchen        |          |
| C        | Max Veloso       | Neuchâtel Xamax |          |

### Sessione invernale
| Acquisti | Acquisti     | Acquisti      | Acquisti |
| R.       | Nome         | da            | Modalità |
| -------- | ------------ | ------------- | -------- |
| A        | Loïc Chatton | Lugano        |          |
| C        | Dario Dussin | Young Boys    |          |
| C        | Steven Ukoh  | Young Boys II |          |

| Cessioni | Cessioni      | Cessioni       | Cessioni |
| R.       | Nome          | a              | Modalità |
| -------- | ------------- | -------------- | -------- |
| A        | Nicolas Hélin | Étoile Carouge |          |
| C        | Marco Mathys  | San Gallo      |          |

## Risultati

### Challenge League

#### andata
| Arbitro: | Winter |

|                      |           |                                 |
| Shalaj 24’ Tadić 57’ | Marcatori | 4’, 21’, 65’ Morello 89’ Mathys |

| Bienne 30 luglio 2011, ore 17:30 CEST 2ª giornata | Bienne  | 0 – 0 referto | Wohlen | Gurzelen (1 280 spett.)\| Arbitro: \| Gremaud \| |
| Arbitro:                                          | Gremaud |               |        |                                                  |

| Arbitro: | Amhof |

|                                |           |            |
| Doudin 5’, 42’, 83’ Mathys 28’ | Marcatori | 22’ Baudry |

| Arbitro: | Studer |

|                       |           |                   |
| Paçarizi 6’, 36’, 52’ | Marcatori | 55’, 74’ Sheholli |

| Arbitro: | Winter |

|  |           |                         |
|  | Marcatori | 8’ N'Dzomo 36’ Besseyre |

| Arbitro: | Carrell |

|                                                          |           |                 |
| Ivanishvili 4’, 61’ Neumayr 28’ (rig.), 76’ Sermeter 37’ | Marcatori | 42’, 63’ Safari |

| Arbitro: | Fähndrich |

|                       |           |             |
| Mathys 16’ Doudin 52’ | Marcatori | 20’ Sulmoni |

| Arbitro: | Gremaud |

|             |           |                                 |
| Pimenta 68’ | Marcatori | 19’ Mathys 31’ Morello 38’ Egli |

| Arbitro: | San |

|                   |           |             |
| Samina 82’ (aut.) | Marcatori | 26’ Hassell |

| Arbitro: | Erlachner |

|                                                 |           |            |
| Stocklasa 20’ Etoundi 31’ Owona 45’ Valente 88’ | Marcatori | 64’ Mathys |

| Arbitro: | Jancevski |

|                                       |           |                                                      |
| Mathys 19’ Morello 22’ Challandes 28’ | Marcatori | 1’ Burgmeier 37’ Baron 39’, 52’ Merenda 77’ Cecchini |

| Arbitro: | Hänni |

|             |           |                                 |
| Caetano 73’ | Marcatori | 17’ (rig.) Egli 49’, 82’ Mathys |

| Arbitro: | Pache |

|                       |           |                                                    |
| de Freitas 35’ (rig.) | Marcatori | 45’ Sheholli 64’ Challandes 77’ Safari 82’ Morello |

| Arbitro: | Carrell |

|             |           |                         |
| Morello 73’ | Marcatori | 7’ Sereinig 90’ Lenjani |

| Arbitro: | Bieri |

|                   |           |                         |
| Sallaj 48’ (aut.) | Marcatori | 40’ Safari 78’ Di Nardo |

#### ritorno
| Bienne 7 marzo 2012, ore 19:00 CET 16ª giornata | Bienne    | 0 – 0 referto | Bellinzona | Gurzelen (1 106 spett.)\| Arbitro: \| Jancevski \| |
| Arbitro:                                        | Jancevski |               |            |                                                    |

| Bienne 26 febbraio 2012, ore 15:00 CET 17ª giornata | Bienne | 0 – 0 referto | Étoile Carouge | Gurzelen (920 spett.)\| Arbitro: \| Gut \| |
| Arbitro:                                            | Gut    |               |                |                                            |

| Arbitro: | Carrell |

|             |           |                  |
| Barbosa 30’ | Marcatori | 17’, 48’ Morello |

| Arbitro: | Pache |

|                                |           |                        |
| Winsauer 37’ Gaspar 41’ (rig.) | Marcatori | 71’ Morello 89’ Safari |

| Arbitro: | San |

|  |           |                                             |
|  | Marcatori | 25’, 51’ Jahović 87’ Čavušević 89’ Ngamukol |

| Arbitro: | Pache |

|                                 |           |                           |
| Morello 17’ Doudin 70’ Egli 71’ | Marcatori | 51’ Montandon 68’ Etoundi |

| Arbitro: | Winter |

|                        |           |  |
| Sadiku 64’ (rig.), 71’ | Marcatori |  |

| Arbitro: | Amhof |

|                            |           |  |
| Sallaj 50’ Safari 63’, 82’ | Marcatori |  |

| Arbitro: | Gut |

|                                |           |                           |
| Merenda 12’, 24’ Schwegler 17’ | Marcatori | 68’ Doudin 76’, 83’ Galli |

| Arbitro: | San |

|             |           |                        |
| Chatton 88’ | Marcatori | 52’ Bonanni 59’ Afonso |

| Nyon 28 aprile 2012, ore 18:30 CEST 26ª giornata | Stade Nyonnais | 0 – 0 referto | Bienne | Centre sportif de Colovray (585 spett.)\| Arbitro: \| Erlachner \| |
| Arbitro:                                         | Erlachner      |               |        |                                                                    |

| Arbitro: | Gut |

|  |           |                                  |
|  | Marcatori | 25’ Gashi 34’ Staubli 41’ Ioniță |

| Arbitro: | Huwiler |

|                        |           |            |
| Antić 10’ Bengondo 83’ | Marcatori | 86’ Dussin |

| Arbitro: | Erlachner |

|                              |           |           |
| Ukoh 4’ Morello 7’, 13’, 90’ | Marcatori | 73’ Tadić |

| Arbitro: | Huwiler |

|                      |           |                                                 |
| Russo 29’ Gaćeša 72’ | Marcatori | 35’ Doudin 48’ Di Nardo 70’ Challandes 86’ Egli |

### Coppa Svizzera
| 18 settembre 2011, ore 16:00 CEST Primo turno | Biaschesi | 2 – 1 | Bienne |  |

| 16 ottobre 2011, ore 14:30 CEST Secondo turno | Lugano | 0 – 1 | Bienne |  |

| 27 novembre 2011, ore 14:00 CET Ottavi di finale | Bienne | 3 – 0 | Servette |  |

| 21 marzo 2012, ore 20:15 CET Quarti di finale | Bienne | 1 – 3 | Sion |  |

## Statistiche

### Statistiche di squadra
| Competizione     | Punti | In casa | In casa | In casa | In casa | In casa | In casa | In trasferta | In trasferta | In trasferta | In trasferta | In trasferta | In trasferta | Totale | Totale | Totale | Totale | Totale | Totale | DR |
| Competizione     | Punti | G       | V       | N       | P       | Gf      | Gs      | G            | V            | N            | P            | Gf           | Gs           | G      | V      | N      | P      | Gf     | Gs     | DR |
| ---------------- | ----- | ------- | ------- | ------- | ------- | ------- | ------- | ------------ | ------------ | ------------ | ------------ | ------------ | ------------ | ------ | ------ | ------ | ------ | ------ | ------ | -- |
| Challenge League | 43    | 15      | 5       | 4       | 6       | 22      | 24      | 15           | 7            | 3            | 5            | 33           | 30           | 30     | 12     | 7      | 11     | 55     | 54     | +1 |
| Coppa Svizzera   | -     | 2       | 1       | 0       | 1       | 4       | 3       | 2            | 1            | 0            | 1            | 2            | 2            | 4      | 2      | 0      | 2      | 6      | 5      | +1 |
| Totale           | 43    | 17      | 6       | 4       | 7       | 26      | 27      | 17           | 8            | 3            | 6            | 35           | 32           | 34     | 14     | 7      | 13     | 61     | 59     | +2 |

### Andamento in campionato
| Giornata  | 1 | 2 | 3 | 4 | 5 | 6  | 7 | 8 | 9 | 10 | 11 | 12 | 13 | 14 | 15 | 16 | 17 | 18 | 19 | 20 | 21 | 22 | 23 | 24 | 25 | 26 | 27 | 28 | 29 | 30 |
| --------- | - | - | - | - | - | -- | - | - | - | -- | -- | -- | -- | -- | -- | -- | -- | -- | -- | -- | -- | -- | -- | -- | -- | -- | -- | -- | -- | -- |
| Luogo     | T | C | C | T | C | T  | C | T | C | T  | C  | T  | T  | C  | T  | C  | C  | T  | T  | C  | C  | T  | C  | T  | C  | T  | C  | T  | C  | T  |
| Risultato | V | N | V | P | P | P  | V | V | N | P  | P  | V  | V  | P  | V  | N  | N  | V  | N  | P  | V  | P  | V  | N  | P  | N  | P  | P  | V  | V  |
| Posizione | 2 | 4 | 2 | 5 | 7 | 10 | 9 | 7 | 7 | 8  | 8  | 7  | 6  | 8  | 7  | 7  | 9  | 7  | 8  | 9  | 9  | 9  | 9  | 9  | 10 | 10 | 10 | 10 | 10 | 10 |

Legenda:

Luogo: C = Casa; T = Trasferta. Risultato: V = Vittoria; N = Pareggio; P = Sconfitta.

### Statistiche dei giocatori
| J. Akai       | 2  | 0  | 0  | 0 |
| M. Challandes | 23 | 3  | 4  | 0 |
| L. Chatton    | 12 | 1  | 3  | 0 |
| F. De Feo     | 20 | 0  | 1  | 0 |
| P. Di Nardo   | 25 | 2  | 10 | 0 |
| C. Doudin     | 25 | 7  | 4  | 0 |
| D. Dussin     | 11 | 1  | 1  | 0 |
| R. Egli       | 29 | 4  | 0  | 0 |
| S. Galli      | 8  | 2  | 1  | 0 |
| N. Hélin      | 7  | 0  | 0  | 0 |
| F. Krasniqi   | 0  | 0  | 0  | 0 |
| C. Ledesma    | 20 | 0  | 1  | 0 |
| A. Liechti    | 14 | 0  | 0  | 0 |
| M. Mathys     | 15 | 8  | 2  | 0 |
| G. Morello    | 29 | 14 | 4  | 0 |
| I. Moubandje  | 0  | 0  | 0  | 0 |
| P. Oppliger   | 19 | 0  | 3  | 0 |
| K. Safari     | 24 | 7  | 3  | 0 |
| A. Sallaj     | 24 | 1  | 4  | 0 |
| R. Schweizer  | 17 | 0  | 6  | 0 |
| K. Sheholli   | 13 | 2  | 0  | 0 |
| L. Sheholli   | 28 | 1  | 7  | 0 |
| S. Ukoh       | 12 | 1  | 3  | 0 |
| M. Vuille     | 4  | 0  | 0  | 0 |
| L. Walthert   | 30 | 0  | 1  | 0 |
| C. Zimmermann | 0  | 0  | 0  | 0 |